# Castres Olympique
Castres Olympique este un club de rugby în XV din Castres, un oraș în sudul Franței, în departamentul Tarn. A fost înființat în anul 1906 și evoluează pe Stadionul „Jean Pierre-Antoine”. A fost de patru ori campion și de două ori vicecampion Franței. Joacă în Top 14, liga de elită franceză, încă de la înființarea acesteia. Echipamentul tradițional al echipei este format din tricouri, șorturi și jambiere albastre.

## Lotul sezonului 2015
Componența lotului de seniori:
| Naționalitate | Poziție                | Nume                 |
| ------------- | ---------------------- | -------------------- |
| Franța        | taloner                | Mathieu Bonello      |
| Franța        | taloner                | Brice Mach           |
| Franța        | taloner                | Marc-Antoine Rallier |
| Franța        | prop                   | Yannick Forestier    |
| România       | prop                   | Mihai Lazăr          |
| Argentina     | prop                   | Lucas Martinez       |
| Franța        | prop                   | Yohan Montes         |
| Noua Zeelandă | prop                   | Eric Sione           |
| Franța        | prop                   | Antoine Tichit       |
| Noua Zeelandă | prop                   | Karena Wihongi       |
| Uruguay       | linia II               | Rodrigo Capó Ortega  |
| Franța        | linia II               | Benjamin Desroches   |
| Scoția        | linia II               | Richie Gray          |
| Franța        | linia II               | Christophe Samson    |
| Noua Zeelandă | linia II               | Danya Tulou          |
| Franța        | aripă de grămadă       | Alexandre Bias       |
| Franța        | aripă de grămadă       | Yannick Caballero    |
| Franța        | aripă de grămadă       | Ibrahim Diarra       |
| Samoa         | aripă de grămadă       | Piula Fa'asalele     |
| Scoția        | închizător             | Johnnie Beattie      |
| Noua Zeelandă | închizător             | Alex Tulou           |
| Franța        | mijlocaș la grămadă    | Antoine Dupont       |
| Franța        | mijlocaș la grămadă    | Rory Kockott         |
| Franța        | mijlocaș la grămadă    | Julien Seron         |
| Franța        | mijlocaș la deschidere | François Fontaine    |
| Noua Zeelandă | mijlocaș la deschidere | Daniel Kirkpatrick   |
| Argentina     | mijlocaș la deschidere | Benjamin Urdapilleta |
| Franța        | centru                 | Romain Cabannes      |
| Franța        | centru                 | Thomas Combezou      |
| Franța        | centru                 | Rémi Lamerat         |
| Noua Zeelandă | centru                 | Rudi Wulf            |
| Franța        | aripă de 3/4           | Rémy Grosso          |
| Franța        | aripă de 3/4           | Romain Martial       |
| Noua Zeelandă | aripă de 3/4           | Sitiveni Sivivatu    |
| Samoa         | aripă de 3/4           | David Smith          |
| Franța        | fundaș                 | Julien Dumora        |
| Franța        | fundaș                 | Geoffrey Palis       |

## Legături externe
- fr  Site-ul oficial al Castres Olympique
- fr  Prezentare Arhivat în 5 septembrie 2015, la Wayback Machine. la Top 14